# Борыктал
Борыктал (каз. Борықтал) — село в Павлодарской области Казахстана. Находится в подчинении городской администрации Аксу. Входит в состав Кызылжарского сельского округа. Код КАТО — 551659200.

## Население
В 1999 году население села составляло 342 человека (162 мужчины и 180 женщин). По данным переписи 2009 года, в селе проживало 250 человек (110 мужчин и 140 женщин).